# 东亚市藜
东亚市藜（学名：Chenopodium urbicum sp. sinicum）为藜科藜属下的一个亚种。

## 扩展阅读
- 維基物種上的相關：东亚市藜